# Paul Challemel-Lacour

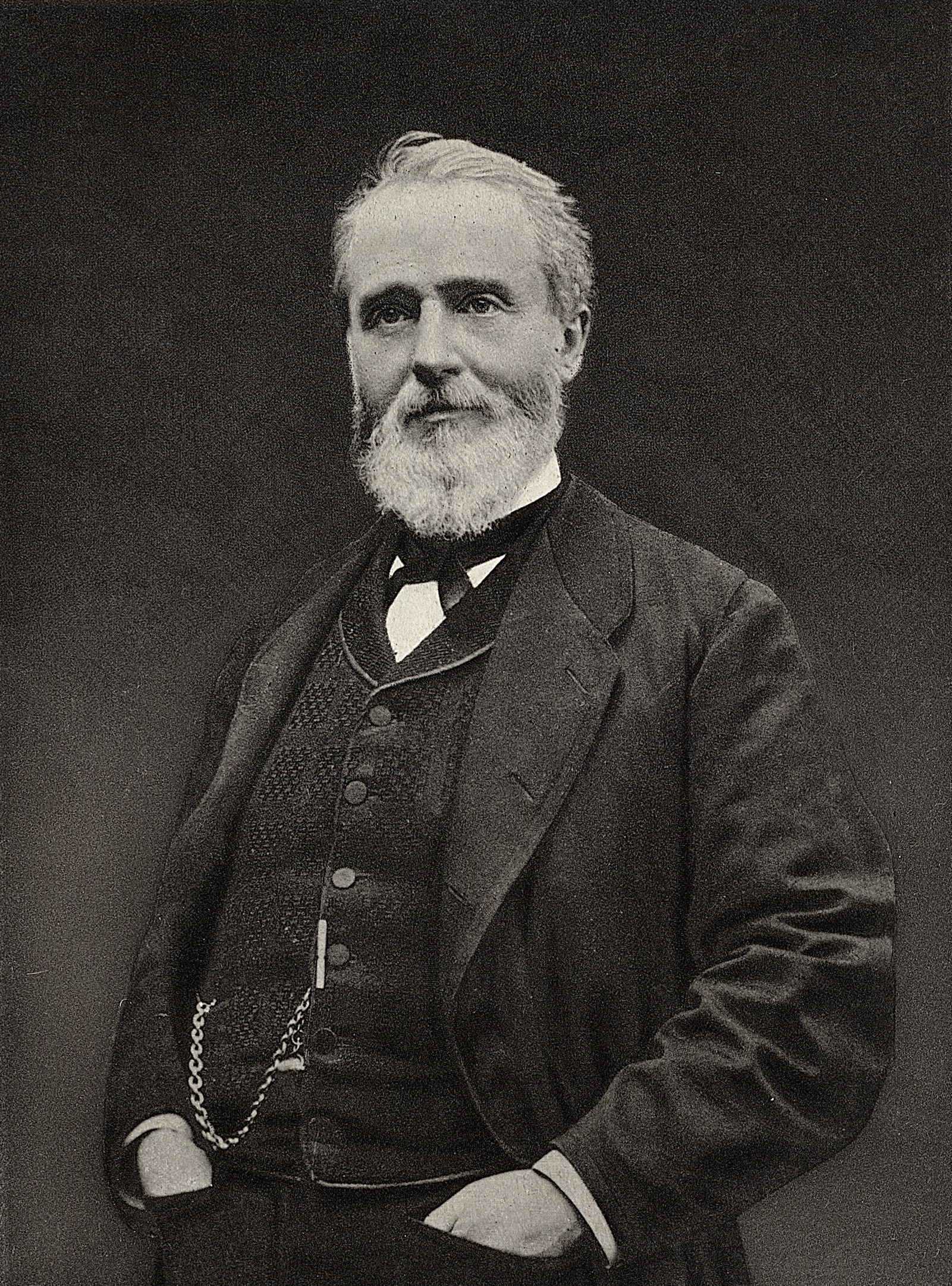
Paul-Armand Challemel-Lacour

Paul Armand Challemel-Lacour (* 19. Mai 1827 in Avranches, Département Manche; † 26. Oktober 1896 in Paris) war ein französischer Politiker und Autor.

## Leben
Paul Challemel-Lacour besuchte das Lycée Saint-Louis in Paris und wurde 1846 in die Écoles normales supérieures aufgenommen. Nach seiner Agrégation 1849 in Philosophie unterrichtete er in Pau und Limoges. Nach dem Staatsstreich Napoléon III. im Dezember 1851 protestierte Challemel-Lacour, worauf er für einige Monate in Haft saß und anschließend verbannt wurde. Bis zur Amnestie 1859 reiste er durch Europa und wurde Professor für französische Literatur an der Eidgenössischen polytechnischen Schule in Zürich. Zurückgekehrt nach Frankreich und in Opposition zum Zweiten Kaiserreich veröffentlichte er literarische und philosophische Studien in der Revue nationale, der Revue moderne und der Revue des Deux Mondes, die große Aufmerksamkeit erregten. 1868 gründete er mit Léon Gambetta die Revue politique.
Nach dem Sturz Napoléons und dem Ende des Zweiten Kaiserreiches wurde Challemel-Lacour 1870 zum Präfekt des Départements Rhône ernannt und musste im selben Jahr einen Aufstand in Lyon unterdrücken. Im Februar 1871 gab er seine Präfektur wieder ab und wurde 1872 von radikalen Republikanern in die Nationalversammlung für das Département Bouches-du-Rhône gewählt. 1876 wurde er in den Senat gewählt und trat dort der Fraktion der Union républicaine bei. Jules Grévy ernannte ihn im Februar 1879 zum Botschafter in Bern, im Juni 1880 zum Botschafter in London und im Februar 1883 zum Außenminister in der Regierung Jules Ferrys. Am 20. November des gleichen Jahres trat Challemel-Lacours aus gesundheitlichen Gründen zurück. Im Januar 1885 wieder in den Senat gewählt, wurde er 1889 Vizepräsident und schließlich von 1893 bis Januar 1896 als Nachfolger des verstorbenen Jules Ferry Präsident der Kammer, in der er bis zu seinem Tod verblieb.
Challemel-Lacour wurde 1893 in die Académie française gewählt.

## Werke
- Œuvres oratoires, Paris, C. Delegrave, 1897
- Études et réflexions d’un pessimiste, Paris, Charpentier, 1901
- Un bouddhiste contemporain en Allemagne, Arthur Schopenhauer, Paris, Bureau de la Revue des Deux Mondes, 1870
- La philosophie individualiste; étude sur Guillaume de Humboldt, Paris, G. Baillière, 1864
- Études et réflexions d’un pessimiste: suivi de, Un bouddhiste contemporain en Allemagne, Arthur Schopenhauer, Paris, Fayard, 1993
- Le Salon de 1866, Paris, 1866